# 12.ª División de Infantería (Alemania)
La 12.ª División de Infantería fue una división de infantería del ejército alemán (Heer) durante la Segunda Guerra Mundial. En octubre de 1944 fue reconstruida como 12.ª Volksgrenadier Division. Combatió en la invasión de Polonia en 1939, en la batalla de Francia, en la Operación Barbarroja y en el frente de Europa Occidental.

## Creación
Esta division fue creada en 1934 bajo el nombre de Infanterieführer II y no asumió su designación normal hasta la creación del Heer en octubre de 1935. Inicialmente estaba compuesta por el Regimiento de infantería 27, formado en Rostock, y el Regimiento de infantería 48, creado a partir del 5.º Regimiento de Prusia Oriental del antiguo Reichswehr. En 1937 fue añadido el Regimiento de infantería 89, establecido en Schwerin.

## Historial de combate

### Invasión de Polonia (1939)
En la campaña de Polonia, la división combatió encuadrada en el Cuerpo de Ejército Wodrigen (III Ejército) en Prusia Oriental en la zona fronteriza, al este de Narew y en el norte de Warschaukessels.

### Batalla de Francia (1940)
En mayo y junio de 1940, la división bajo el mando del IV Ejército participó en la batalla de Francia. Combatió en Luxemburgo, en el Somme, en Maubeuge y Nantes. 
Tras esto se estacionó en los Países Bajos como fuerza de ocupación hasta mayo de 1941.

### Frente de Europa Oriental (1941-1944)
En junio de 1941, se abre el frente ruso. La división inició el ataque a la Unión Soviética encuadrada en el Grupo de Ejércitos Norte, en el que permaneció hasta finales de 1943.
A principios de 1942 fue una de las divisiones cercadas en la Bolsa de Demyansk.
En diciembre de 1942, el Regimiento de Infantería 27 fue renombrado como Füsilier-Regiment 27, mientras que los regimientos de infantería 48 y 49 se transformaron en los Grenadier-Regiment 48 y 49, aunque en realidad los cambios eran solo simbólicos, para darles más moral, ya que su organización y equipo no cambió sustancialmente.
En 1943 participó en luchas en Newel, Vítebsk y el cerco de Cherkasy.
A principios de 1944, la división fue transferida al Grupo de Ejércitos Centro, IV Ejército. En junio de ese mismo año, sufrió la ofensiva soviética sobre Bielorrusia, la Operación Bagration. Después de ser capaz de realizar una retirada ordenada hasta Maguilov, la división se atrincheró en la ciudad, recibiendo la orden de resistir a ultranza. Allí hizo frente a dos ejércitos soviéticos, uno atacando desde el norte y otro desde el sur. Al final solo pudieron escapar unas pocas tropas a la aniquilación total de la unidad y llegar hasta Prusia Oriental. Tras la derrota se empezó a juzgar a todos los oficiales superiores de la división, pero este proceso se detuvo.

### Frente de Europa Occidental (1944-1945)
La unidad fue rehecha como 12.ª Volksgrenadier Division en octubre de 1944 en Danzig, siendo asignada al Grupo de Ejércitos B. Fue enviada al Frente Occidental al mando del coronel Engel. En el frente se trasladó para defender la brecha al sur de Aquisgrán que se había formado cuando atacó el VII Cuerpo del I Ejército de Estados Unidos. A mediados de septiembre de 1944, se formó un saliente en la línea del frente, lo que posibilitaría la Batalla de las Ardenas, tratando los alemanes de aprovechar esto. Participó en ella, pero sufrió graves pérdidas.
Posteriormente, se escapó de la bolsa del Ruhr y acabó rindiéndose en abril de 1945 a los Aliados en Wuppertal.

## Composición
La organización completa de la división fue variando a lo largo de la guerra:

### 1939
- Infanterie-Regiment 27
- Infanterie-Regiment 48
- Infanterie-Regiment 89
- Artillerie-Regiment 12
- I./Artillerie-Regiment 48
- Aufklärung-Abteilung 12 (Batallón de Reconocimiento)
- Panzer-Jäger-Abteilung 12 (Batallón Antitanque)
- Pionier-Bataillon 12 (Batallón de Ingenieros)
- Nachrichten-Abteilung 12 (Batallón de Comunicaciones)
- Feldersatz-Bataillon 12 (Batallón de Reserva)
- Divisions-Versorgungs-Einheiten 12 (Batallón de Intendencia)

### 1942
- Füsilier-Regiment 27
- Grenadier-Regiment 48
- Grenadier-Regiment 89
- Radfahr-Abteilung 12 (Batallón Ciclista)
- Artillerie-Regiment 12
- I./Artillerie-Regiment 48
- Pionier-Bataillon 12 (Batallón de Ingenieros)
- Panzerjäger-Abteilung 12 (Batallón Antitanque)
- Nachrichten-Abteilung 12 (Batallón de Transmisiones)
- Feldersatz-Bataillon 12 (Batallón de Reserva)
- Versorgungseinheiten 12 (Batallón de Intendencia)

### 1943-1944
- Füsilier-Regiment 27
- Grenadier-Regiment 48
- Grenadier-Regiment 89
- Füsilier-Bataillon 12
- Artillerie-Regiment 12
- I./Artillerie-Regiment 48
- Pionier-Bataillon 12 (Batallón de Ingenieros)
- Panzerjäger-Abteilung 12 (Batallón Antitanque)
- Nachrichten-Abteilung 12 (Batallón de Transmisiones)
- Feldersatz-Bataillon 12 (Batallón de Reserva)
- Versorgungseinheiten 12 (Batallón de Intendencia)

## Comandantes
- Teniente general Ludwig von der Leyen (1 de septiembre de 1939)
- Teniente general Walther von Seydlitz-Kurzbach (10 de marzo de 1940)
- Coronel Karl Hernekamp (1 de enero de 1942)
- Teniente general Kurt-Jürgen Freiherr von Lützow (1 de marzo de 1942)
- Coronel Gerhard Müller (1 de junio de 1942)
- Coronel Wilhelm Lorenz (11 de julio de 1942)
- Teniente general Kurt-Jürgen Freiherr von Lützow (20 de julio de 1942)
- Teniente general Curt Jahn (25 de mayo de 1944)
- Teniente general Rudolf Bamler (4 de junio de 1944)
- Mayor general Gerhard Engel (28 de junio de 1944)